# Bump, Bump, Bump
Bump, Bump, Bump ist ein Lied der US-amerikanischen Boygroup B2K aus dem Jahr 2002, in Zusammenarbeit mit dem US-amerikanischen Rapper P. Diddy.

## Entstehung und Veröffentlichung
Geschrieben und produziert wurde das Lied von Robert Kelly (R. Kelly). Während er beim Schreibprozess von Varick Smith unterstützt wurde, bekam er bei der Produktion Hilfe durch Max Gousse und Troy Taylor.
Die Erstveröffentlichung von Bump, Bump, Bump erfolgte als Single am 26. November 2002. Diese erschien als 2-Track-CD-Single mit einer Soloversion sowie der Duettversion mit P. Diddy. Am 10. Dezember 2002 erschien das Lied als Teil von B2Ks zweiten Studioalbum Pandemonium! bei Epic Records (Katalognummer: CD 89055).
Das Lied war zudem Teil des Soundtracks zu Guess Who – Meine Tochter kriegst du nicht! im Jahr 2005.

## Rezensionen
Miriam Wolff von Laut.de schrieb über den Song: „Der Kehrvers, auf dem der ganze Song basiert, teilt mir dann in den nächsten vier Minuten mit, dass die singende Truppe sich freuen würde, wenn mein sexy Körper "bump bump bump" machen würde. Dahinter ein Hauch Anspruch, verwirklicht durch eine Akustikgitarre mit typischem Bassdrumm-Shaker-Blackmusic-Beat für Arme. Schnell hat man ein Bild vor Augen, wie die Frauen aussehen, die sich hierzu auf der Tanzfläche ausleben werden. Ich sag jetzt nicht wie, aber sie sind auf alle Fälle sehr betrunken. …“
Auf allmusic.com bezeichnete William Ruhlmann das Lied mit seinem langsamen Rhythmus, der stampfenden Perkussion und dem repetitiven Chorgesang als typisch für das Album Pandemonium!, die lustbezogene inhaltliche Ausrichtung gehöre zudem zur „üblichen Thematik“ männlicher Hip-Hop-Musik.

## Kommerzieller Erfolg

### Chartplatzierungen
| ChartsChartplatzierungen       | Höchstplatzierung | Wochen |
| ------------------------------ | ----------------- | ------ |
| Deutschland (GfK)              | 7 (16 Wo.)        | 16     |
| Österreich (Ö3)                | 48 (10 Wo.)       | 10     |
| Schweiz (IFPI)                 | 2 (23 Wo.)        | 23     |
| Vereinigte Staaten (Billboard) | 1 (22 Wo.)        | 22     |
| Vereinigtes Königreich (OCC)   | 11 (8 Wo.)        | 8      |

| ChartsJahrescharts (2003)      | Platzierung |
| ------------------------------ | ----------- |
| Deutschland (GfK)              | 36          |
| Schweiz (IFPI)                 | 24          |
| Vereinigte Staaten (Billboard) | 22          |

### Auszeichnungen für Musikverkäufe
| Land/Region                  | Auszeichnungen für Musikverkäufe (Land/Region, Auszeichnung, Verkäufe) | Verkäufe |
| ---------------------------- | ---------------------------------------------------------------------- | -------- |
| Australien (ARIA)            | Platin                                                                 | 70.000   |
| Deutschland (BVMI)           | Gold                                                                   | 250.000  |
| Frankreich (SNEP)            | Silber                                                                 | 125.000  |
| Neuseeland (RMNZ)            | Platin                                                                 | 30.000   |
| Vereinigtes Königreich (BPI) | Silber                                                                 | 200.000  |
| Insgesamt                    | 2× Silber · 1× Gold · 2× Platin ·                                      | 675.000  |

Hauptartikel: Sean Combs/Auszeichnungen für Musikverkäufe